# Mount Olympus (Los Angeles)
Mount Olympus è un importante quartiere sulle Hollywood Hills nella città di Los Angeles in California.
È stato fondato nel 1969 dal costruttore Russ Vincent ed è un quartiere tipicamente residenziale.
Il quartiere è delimitato dalla Hollywood Boulevard, dalla Laurel Canyon Boulevard, dalla Willow Glen Road e dalla Nichols Canyon Road.
Mount Olympus appare nel film Hollywood Homicide del 2003 diretto da Ron Shelton.